# Radermachera sinica
Radermachera sinica es un árbol perennifolio de la familia de los Bignoniaceae. Nativo del sudeste de China y Taiwán.

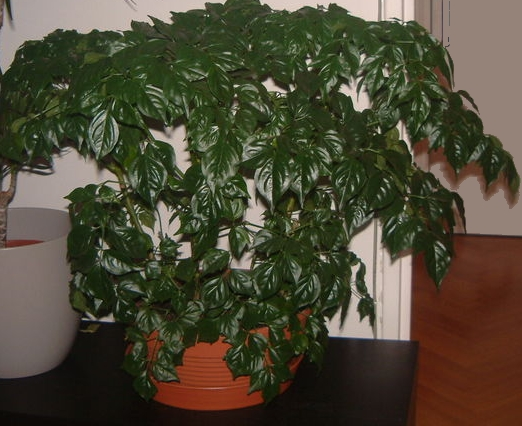
Vista de la planta

## Descripción
Son pequeños árboles que pueden alcanzar los 30 metros de altura y 1 metro de diámetro su tronco. Sus hojas son bipinnadas o tripinnadas de 20-70 cm de longitud y 15-25 cm de ancho, opuestas, enteras y pecioladas. La inflorescencia en panículas terminales o laterales. Las flores son de color amarillo. Cáliz acampanado y tiene 7 cm de longitud. El fruto es una cápsula dehiscente.

## Taxonomía
Radermachera sinica fue descrita por  (Hance) Hemsl.  y publicado en Hooker's Icones Plantarum 28(2): , pl. 2728. 1905.
Etimología
Radermachera: nombre genérico que fue nombrado en honor de Jacobus Cornelius Matthaeus Radermacher, naturalista alemán del siglo XVIII que catalogó la flora de Java y Sumatra.
sinica: epíteto geográfico que alude a su localización en China.
Sinonimia
- Radermachera borii C.E.C Fisch.
- Radermachera tonkinensis Dop
- Stereospermum sinicum Hance[2]